# Ocorochi
Ocorochi är en ort i Mexiko.   Den ligger i kommunen Bocoyna och delstaten Chihuahua, i den nordvästra delen av landet, 1 200 km nordväst om huvudstaden Mexico City. Ocorochi ligger 2 406 meter över havet och antalet invånare är 113.
Terrängen runt Ocorochi är lite kuperad, och sluttar österut. Runt Ocorochi är det mycket glesbefolkat, med 2 invånare per kvadratkilometer. Närmaste större samhälle är Sojahuachi, 18,0 km nordväst om Ocorochi. Omgivningarna runt Ocorochi är i huvudsak ett öppet busklandskap.